# John Henry (folklore)

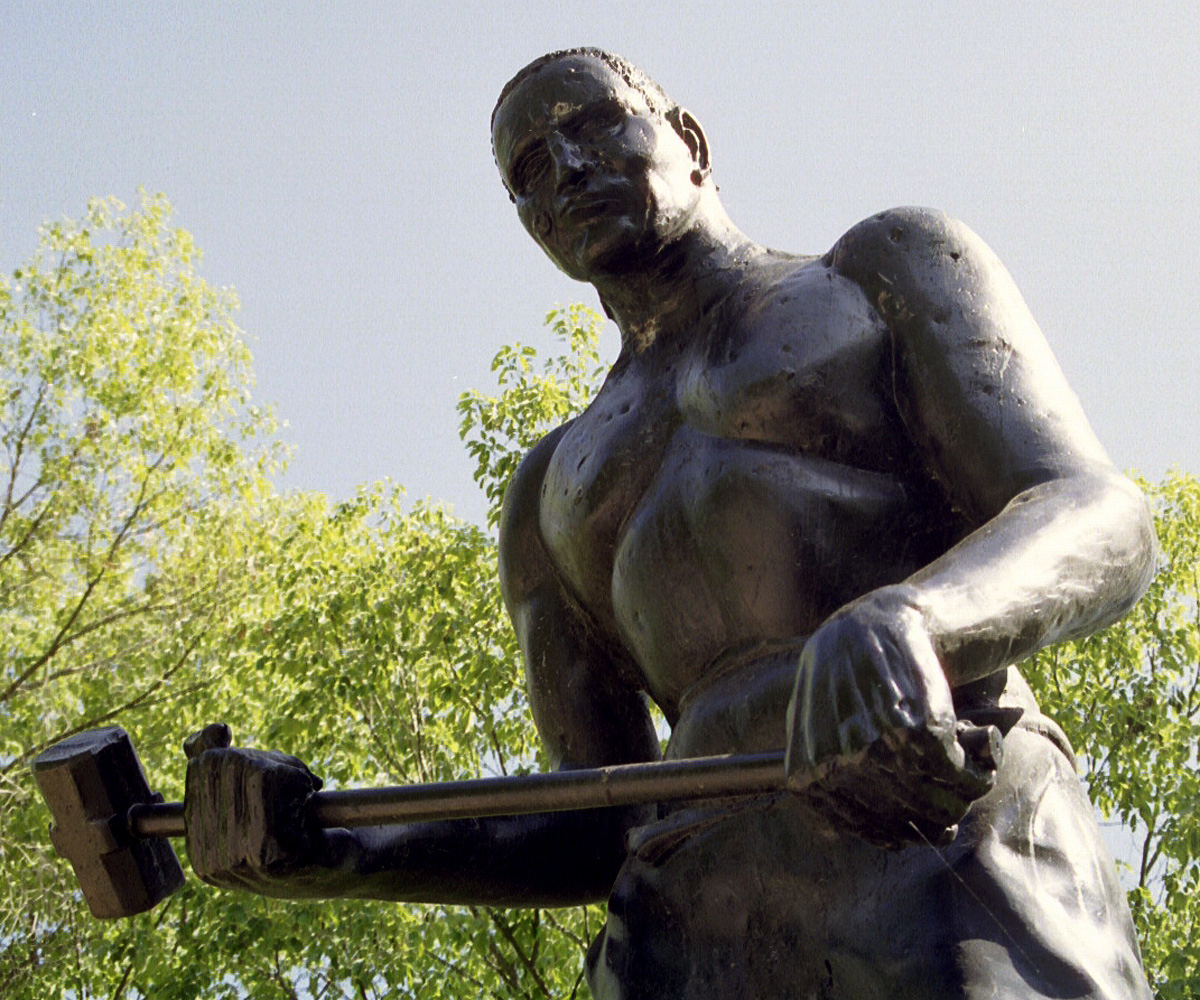
Statua di John Henry al di fuori della città di Talcott nella Contea di Summers, West Virginia

John Henry è un eroe popolare afroamericano. Si dice che abbia lavorato come "steel driver", ossia che fosse uno di quegli operai che con enormi mazze spingevano punte d’acciaio nella roccia per creare la sede alle cariche esplosive dei minatori, durante la costruzione di una galleria su una linea ferroviaria.
La storia di John Henry è raccontata in una classica canzone folk esistente in molte versioni, ed è stata inoltre oggetto di numerose storie, opere teatrali, libri e romanzi.

## Leggenda

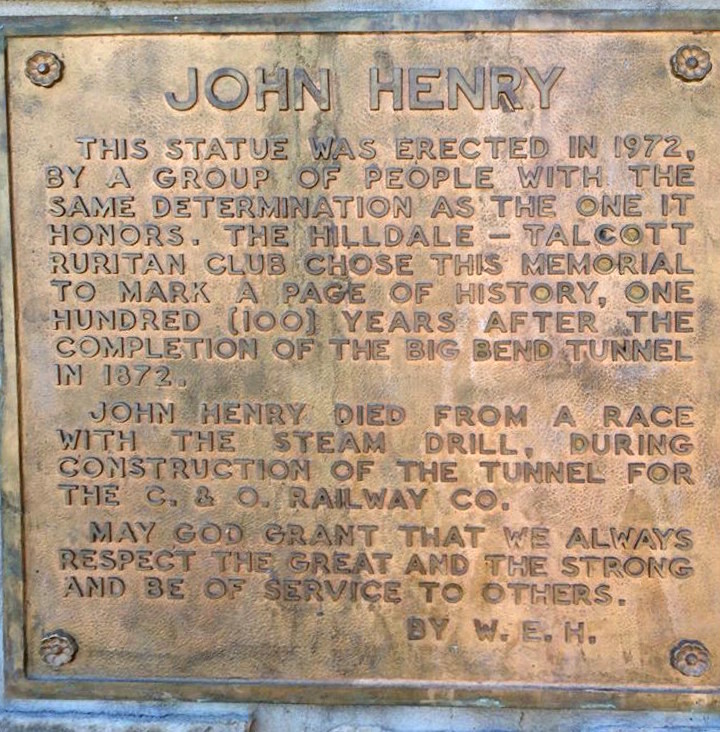
Targa che celebra la leggenda di John Henry (Talcott, West Virginia)

Secondo la leggenda, l'abilità di John Henry come scavatore è stata misurata in una gara contro una macchina perforatrice a percussione alimentata a vapore, una sorta di precursore dell'odierno martello pneumatico, una gara che ha vinto solo per morire vittoriosamente con il martello in mano mentre il suo cuore cedeva dallo stress. Varie sedi, tra cui il Big Bend Tunnel in West Virginia, Il Lewis Tunnel in Virginia e il Coosa Mountain Tunnel in Alabama, sono state suggerite come sede della competizione. 

## Storia

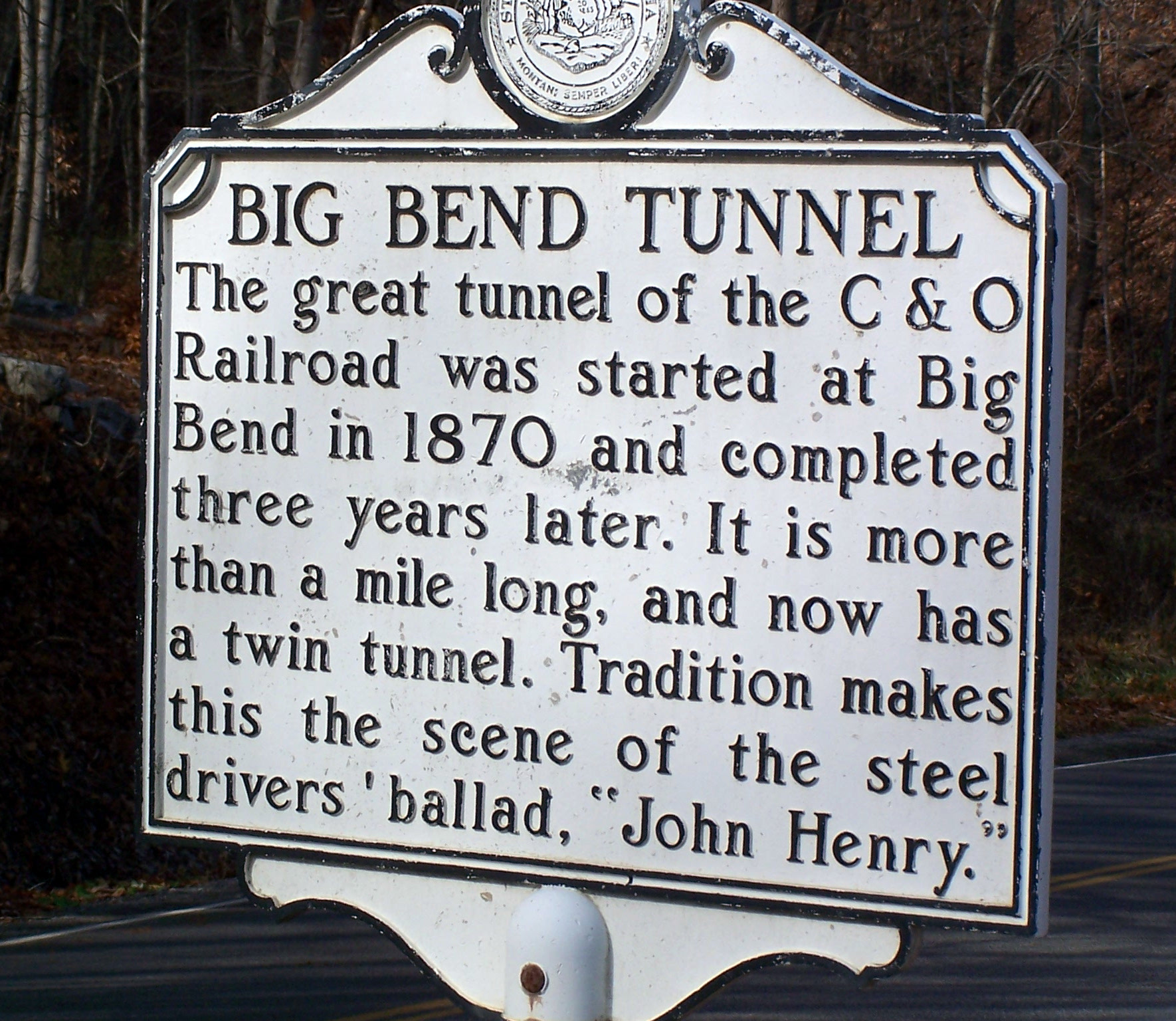
Un segno dalla linea ferroviaria C&O vicino a Talcott, West Virginia

L'accuratezza storica di molti aspetti della leggenda di John Henry è oggetto di dibattito. Sono stati proposti diversi luoghi in cui morì John Henry. 

### Il Tunnel Big Bend
Il sociologo Guy B. Johnson indagò sulla leggenda di John Henry alla fine degli anni 1920. Concluse che John Henry avrebbe potuto lavorare al Big Bend Tunnel della Chesapeake e della Ohio Railway (C&O Railway) ma che "si sarebbero potute avanzare tesi a favore o contro". Quel tunnel fu costruito vicino a Talcott, nel West Virginia, dal 1870 al 1872 (secondo la datazione di Johnson), e prese il nome dalla grande curva nel fiume Greenbrier nelle vicinanze. 
Alcune versioni della canzone si riferiscono al luogo della morte di John Henry come "The Big Bend Tunnel on the C&O". Nel 1927 Johnson visitò la zona e trovò un uomo che disse di averlo visto. 
"When the agent for the steam drill company brought the drill here", said Mr. Miller, "John Henry wanted to drive against it. He took a lot of pride in his work and he hated to see a machine take the work of men like him.
"Well, they decided to hold a test to get an idea of how practical the steam drill was. The test went on all day and part of the next day.
"John Henry won. He wouldn't rest enough, and he overdid. He took sick and died soon after that."
Mr. Miller described the steam drill in detail. I made a sketch of it and later when I looked up pictures of the early steam drills, I found his description correct. I asked people about Mr. Miller's reputation, and they all said, "If Neal Miller said anything happened, it happened."»
Quando Johnson contattò il capo ingegnere Johns della C&O Railroad, scrisse che "nessuna trivella a vapore è mai stata usata in questo tunnel". Alla domanda sulla documentazione del periodo, Johns rispose che "tutti questi documenti sono stati distrutti da un incendio".
Talcott organizza un festival annuale in nome di Henry; sono state inoltre collocate una statua e una lapide commemorativa lungo la West Virginia Route 3 a sud di Talcott mentre attraversa il tunnel della Big Bend. (Coordinate 37°38′56″N 80°46′04″W ) 

### Il Tunnel Lewis
Nel libro del 2006 Steel Drivin 'Man: John Henry, the Untold Story of an American Legend, lo storico Scott Reynolds Nelson descrisse dettagliatamente la sua scoperta di una documentazione inerente ad un uomo afroamericano di 19 anni alternativamente chiamato John Henry, John W. Henry, o John William Henry nei documenti nascosti del penitenziario della Virginia. All'epoca, i detenuti venivano assunti come operai presso vari appaltatori, e questo John Henry fu annotato come capo del primo gruppo di prigionieri a cui fu assegnato il lavoro in galleria. Nelson scoprì anche i registri degli scavi della C&O, che la compagnia credeva fossero stati distrutti da un incendio. Henry, come molti afroamericani, potrebbe essere venuto in Virginia per lavorare alla pulizia dei campi di battaglia dopo la guerra civile. Arrestato e processato per furto con scasso, John Henry era nel primo gruppo di detenuti rilasciati dal direttore e impiegati come lavoratori detenuti sulla ferrovia C&O.
Secondo Nelson, le condizioni discutibili della prigione della Virginia hanno indotto il direttore a credere che i prigionieri, molti dei quali erano stati arrestati con accuse banali, sarebbero stati meglio vestiti e nutriti se fossero stati rilasciati come manodopera da appaltatori privati (successivamente cambiò idea su questo e divenne un avversario del sistema di lavoro forzato). Nei registri degli scavi della C&O, Nelson non trovò prove di alcun trapano a vapore utilizzato nel tunnel di Big Bend.
I registri trovati da Nelson indicano che la competizione si è svolta a circa 64 km dal Lewis Tunnel, tra Talcott e Millboro, in Virginia, dove i prigionieri lavoravano effettivamente accanto a delle trivelle a vapore notte e giorno. Nelson sostiene anche che i versi della ballata sul fatto che John Henry fosse sepolto vicino a "la casa bianca", "nella sabbia", da qualche parte dove ruggiscono le locomotive, significa che il corpo di Henry fu sepolto in una fossa dietro la cosiddetta casa bianca della Virginia State Penitentiary, le cui foto del tempo indicano che era dipinta di bianco, e dove sono state trovate numerose tombe non contrassegnate.
I registri della prigione per John William Henry si fermarono nel 1873, suggerendo che fosse tenuto sui registri fino a quando fu chiaro che era morto e non sarebbe mai più tornato. Nelson sottolinea che John Henry sarebbe stato rappresentativo delle centinaia di operai condannati uccisi in circostanze sconosciute durante gli scavi di un tunnel attraverso le montagne o morti poco dopo per la silicosi dalla polvere creata dai trapani e dalle esplosioni. 

### Il Tunnel di Coosa Mountain
C'è un'altra tradizione secondo cui la famosa gara di John Henry non ebbe luogo in Virginia o nel West Virginia, ma piuttosto vicino a Dunnavant, in Alabama. Il professor Johnson alla fine del 1920 ricevette due lettere in cui si afferma che John Henry abbia lavorato per la A.G.S. Railways nella galleria di Cruzee o Curzey Mountain nel 1882, e una terza lettera in cui è riportata Oak Mountain nel 1887, ma ha scartato queste ipotesi dopo che l'A.G.S affermò che la ferrovia non avesse tale tunnel. L'ex professore di chimica e folclorista John Garst, dell'Università della Georgia, ha sostenuto che la competizione si sia svolta al Coosa Mountain Tunnel o all'Oak Mountain Tunnel della Columbus and Western Railway (ora parte della Norfolk Southern Railway) vicino a Dunnavant il 20 settembre, 1887.
Sulla base della documentazione che corrisponde al racconto di C.C. Spencer, che negli anni 1920 affermò di aver assistito alla gara, Garst ipotizza che John Henry potrebbe essere stato un uomo di nome Henry nato schiavo di P.A.L. Dabney, il padre del capo ingegnere di quella ferrovia, nel 1850. Dal 2007, la città di Leeds ha onorato la leggenda di John Henry durante un festival annuale di settembre, tenuto nel terzo fine settimana, chiamato Leeds Downtown Folk Festival & John Henry Celebration.
Garst e Nelson discuterono i meriti delle loro divergenti conclusioni della ricerca. Nel corso degli anni sono state fatte altre affermazioni che collocherebbero Henry e la sua gara in Kentucky o Giamaica.

## In altri media
La storia di John Henry è stata usata come simbolo in molti movimenti culturali, inclusi i movimenti sindacali e il movimento per i diritti civili.

### Film
Nell'ottobre del 2018, è stato annunciato che Dwayne "The Rock" Johnson avrebbe interpretato il personaggio in un prossimo film in esclusiva per Netflix intitolato John Henry and the Statesmen. Il film vuole essere il primo episodio di un universo condiviso incentrato su eroi della leggenda e del folklore, appartenenti a vari gruppi etnici e culture. Jake Kasdan ha diretto il film, da una sceneggiatura scritta da Tom Wheeler. Il film è una coproduzione tra Seven Bucks Productions, Netflix Original Films e FlynnPictureCo. con Crews, Kasdan, Beau Flynn, Hiram Garcia e Dany Garcia come coproduttori. Un trailer teaser venne mostrato durante l'annuncio del film in cui si afferma che la data di uscita sarebbe "in arrivo".
Nel 1995, John Henry è stato interpretato nel film Tall Tale da Roger Aaron Brown. 
Nel 2020, Terry Crews interpreta una versione moderna della leggenda di John Henry, nella quale interpreta un ex membro della banda che accoglie due giovani adolescenti in fuga dal suo ex leader, interpretato da Ludacris. Il film è distribuito da Saban Films.

#### Animazione
Nel 1946, l'animatore George Pal adattò la storia di John Henry in un cortometraggio intitolato John Henry e Inky-Poo come parte della sua serie teatrale di Puppetoons in stop-motion. Il cortometraggio è considerato una pietra miliare nel cinema americano come uno dei primi film ad avere una visione positiva del folklore afroamericano.
Nel 1974, Nick Bosustow e David Adams hanno co-prodotto un cortometraggio animato di 11 minuti, The Legend of John Henry, per la Paramount Pictures. Il 17 maggio 2019, un canale YouTube chiamato Arc-Hive ha caricato l'intero cortometraggio, che è stato narrato dalla cantante americana Roberta Flack.
Il personaggio è apparso in seguito in un cortometraggio di animazione di Walt Disney, John Henry (1999). Diretto da Mark Henn, i piani per le uscite teatrali nel 2000 e nel 2001 fallirono dopo aver avuto una corsa di qualificazione all'Oscar a Los Angeles, una versione più breve fu rilasciata come l'unica nuova voce in uscita diretta per il video,  Disney's American Legends (2002). Alla fine è stato rilasciato nel suo formato originale come interstiziale su Disney Channel, e successivamente come parte della raccolta di video per la casa Walt Disney Animation Studios Short Films Collection nel 2015. 

### Televisione
Danny Glover ha interpretato il personaggio della serie Shelley Duvall's Tall Tales & Legends  dal 1985 al 1987. Duvall è stato il creatore della serie, il presentatore, il narratore e il produttore esecutivo. Lo spettacolo è andato in onda su Showtime Network e su Disney Channel oltre ad aver ricevuto un Primetime Emmy Award. 
La storia di John Henry è stata messa in risalto in un episodio del 2008 del dramma criminale della CBS, Cold Case. 
John Henry viene brevemente menzionato in un episodio di 30 Rock, durante la stagione 6 intitolato "The Ballad of Kenneth Parcell". 
In Terminator: The Sarah Connor Chronicles , episodio 10 della seconda stagione, John Henry viene presentato sia come il nome dell'intelligenza artificiale di ZeiraCorp sia come il racconto di un uomo che non è in grado di fermare il progresso.

### Musica
La storia di John Henry è tradizionalmente raccontata attraverso due tipi di canzoni: ballate, comunemente chiamate "La ballata di John Henry", e "canzoni martello" (un tipo di canzone di lavoro ), ognuna con vari testi approfonditi.  Alcune canzoni, e alcune prime ricerche storiche popolari, confondono le canzoni su John Henry con quelle di John Hardy, un fuorilegge del West Virginia.  Le ballate sulla vita di John Henry contengono in genere quattro componenti principali: una premonizione di John Henry da bambino che la guida dell'acciaio avrebbe portato alla sua morte, al vantaggio e ai risultati della leggendaria gara contro il martello a vapore, la morte e la sepoltura di Henry e la reazione di sua moglie.

La famosa ballata narrativa di "John Henry" è di solito cantata con un ritmo incalzante, al contrario delle hammer song associate alla ballata "John Henry", cantate più lentamente e deliberatamente, spesso con un battito pulsante che suggerisce l'oscillazione del martello; queste canzoni di solito contengono le battute "Questo vecchio martello ha ucciso John Henry / ma non mi ucciderà". Nelson spiega che: 
 ... i lavoratori gestivano il loro lavoro impostando un "periodo", o ritmo. Gli uomini che hanno violato il periodo sono stati evitati... Ecco una canzone che raccontava cosa accadeva agli uomini che lavoravano troppo in fretta: morivano di una morte orribile; le loro viscere cadevano a terra. Hai cantato la canzone lentamente, hai lavorato lentamente, hai custodito la tua vita o sei morto.: 32 
 C'è qualche controversia tra gli studiosi su quale sia stata la prima, la ballata o le hammer songs. Alcuni studiosi hanno suggerito che la ballata "John Henry" sia nata dalle hammer songs, mentre altri credono che le due siano sempre state completamente distinte. 

Le canzoni che descrivono la storia di John Henry sono state registrate da molti artisti musicali e band di diverse origini etniche. Questi includono: 
- Charley Crockett
- Mississippi Fred McDowell
- Burl Ives
- Josh White[25]
- Bill Monroe
- Kabir Suman
- Hemanga Biswas
- Johnny Cash[26]
- Drive-By Truckers (on their The Dirty South album)
- Joe Bonamassa[27]
- Furry Lewis[3]
- Big Bill Broonzy[3]
- Pink Anderson[27]
- Fiddlin' John Carson[27]
- Uncle Dave Macon[27]
- J. E. Mainer[27]
- Leon Bibb[27]
- Lead Belly[27]
- Woody Guthrie[27]
- Paul Robeson[17]
- Pete Seeger[17]
- Van Morrison[17]
- Bruce Springsteen[17]
- Gillian Welch[17]
- Cuff the Duke[17]
- Ramblin' Jack Elliott[27]
- Jerry Reed[27]
- Jerry Lee Lewis[27]
- Merle Travis, Jimmy Dean[28]
- Harry Belafonte[29]
- Mississippi John Hurt (as "Spike Driver Blues")[30][31]
- Lonnie Donegan[32]
- Jack Warshaw[33]
- Jason Molina[34]
- Trail West[35]
- John Fahey[36]
- Steve Earle
- Kabir Suman
- Justin Townes Earle[37]
- The Limeliters
- Cecile McLorin Salvant[38]
- Those Poor Bastards[39]
- Marcus Martin[40]

 La storia ha anche ispirato la composizione orchestrale di Aaron Copland "John Henry" (1940, rivista nel 1952), il pezzo di musica da camera del 1994 Come Down Heavy di Evan Chambers e il brano di musica da camera del 2009 Steel Hammer del compositore Julia Wolfe.
They Might Be Giants ha chiamato il loro quinto album in studio John Henry. 
La band americana Cowpunk Nine Pound Hammer prende il nome dalla tradizionale descrizione del martello che John Henry brandiva. 

### Letteratura
Henry è il soggetto del romanzo di Roark Bradford  John Henry del 1931, illustrato dal noto artista dell'intaglio in legno J.J. Lankes. Il romanzo è stato adattato in un musical teatrale nel 1940, con Paul Robeson nel ruolo del protagonista.  Secondo Steven Carl Tracy, le opere di Bradford hanno influenzato ampiamente la divulgazione della leggenda di John Henry al di là delle comunità ferroviarie e minerarie e al di fuori delle storie orali afroamericane. In un articolo del 1933 pubblicato su The Journal of Negro Education, John Henry di Bradford fu criticato per "aver trasformato un eroe popolare in un pagliaccio". Un necrologio del 1948 per Bradford descrisse John Henry come "un pezzo migliore del folklore nativo di Paul Bunyan".
John Henry: An American Legend di Ezra Jack Keats, pubblicato nel 1965, è un notevole libro illustrato che racconta la storia di John Henry e lo ritrae come "la personificazione del Everyman medievale che lotta contro avversità insormontabili e vince".
Il romanzo di Colson Whitehead del 2001 John Henry Days usa il mito di John Henry come sfondo della trama. Whitehead ha ideato il John Henry Days festival a Talcott, West Virginia e il rilascio del francobollo John Henry nel 1996.
Il libro di testo American Music: A Panorama di Daniel Kingman mostra i testi della ballata intitolata "John Henry", esplora il suo stile e racconta la storia dell'eroe. Questo è nel capitolo 2: La tradizione afro-americana. 
Il nome civile del supereroe DC Comics Steel, "John Henry Irons", è ispirato a John Henry. La storia di John Henry viene ulteriormente citata dall'arma preferita di Steel, una mazza. 
Il romanzo per bambini Tristan Strong Punches a Hole in the Sky è incentrato su un allievo di settima elementare che incontra divinità americane nere tra cui John Henry. 
Appare come personaggio nel romanzo di Peter Clines, Paradox Bound. 
Fa la sua apparizione nella miniserie di IDW Publishing The Transformers: Hearts of Steel 

### Francobollo degli Stati Uniti
Nel 1996, il servizio postale degli Stati Uniti emise un francobollo John Henry. Faceva parte di un set in onore di eroi folk americani che includeva Paul Bunyan, Pecos Bill e Casey at the Bat.

### Videogiochi
John Henry è stato presentato come personaggio immaginario nel videogioco 2014 Wasteland 2. La storia è citata da vari NPC in tutto il gioco ed è anche disponibile per intero come una serie di libri di gioco che raccontano la storia della competizione tra John Henry e un contingente di lavoratori robotici.
È anche apparso come personaggio giocabile nel gioco 3DS Nome in codice: STEAM. 
Nella storia dei fumetti di Team Fortress 2, è stato il primo Heavy del team BLU originale.
In Civilization IV, la frase "Prima che quella trivella a vapore mi abbatta, morirò con il martello in mano." appare quando si ricerca l'acciaio.